# Уэдж, Крис
Джон Кристофер Уэдж (англ. John Christopher Wedge), более известен как Крис Уэдж (англ. Chris Wedge; род. 20 марта 1957[…], Бингемтон, Нью-Йорк) — американский режиссёр анимационных фильмов, мультипликатор и продюсер. Наиболее известные работы Уэджа: «Ледниковый период» (2002) и «Роботы» (2005).

## Биография
Родился 20 марта 1957 года в Бингемтоне, штат Нью-Йорк. В 1975 году Крис окончил школу Фейетвилл-Манлиус. Окончил колледж (англ. State University of New York at Purchase) в 1981 году. Затем получил степень магистра в области компьютерной графики и рисования в университете штата Огайо в Колумбусе. В Нью-Йорке Крис Уэдж учился в школе искусств (SVA, от англ. School of Visual Arts) на Манхэттене.
Уэдж является одним из учредителей и вице-президентом анимационной студии Blue Sky Studios, а также владельцем кинокомпании WedgeWorks. В SVA Уэдж познакомился с Карлусом Салданьей, которого пригласил в качестве художника на работу Blue Sky Studios. C 1990 года Крис женат на Элис Уэдж (англ. Alice Tare Wedge), супруги имеют двоих детей.
21 марта 1999 года в Лос-Анджелесе, Калифорния, на 71-й церемонии награждения премией «Оскар», срежиссированный Крисом Уэджем короткометражный мультфильм «Банни» выиграл в категории «Лучший анимационный короткометражный фильм».
Карлус Салданья вместе с Уэджем выступили режиссёрами анимационного фильма «Ледниковый период», вышедшего в 2002 году. В дальнейшем роль режиссёра взял на себя Салданья, а Уэдж занял место исполнительного продюсера. Также во всех частях Уэдж озвучивал (воспроизводил издаваемые им звуки) крысобела Скрэта. В январе 2010 года в газете The New York Times была опубликована статья о Blue Sky Studios, в которой был отмечен план создания четвёртого «Ледникового периода», где Уэдж снова займёт место режиссёра, так как Салданья пока занят над другим мультфильмом Blue Sky Studios — «Рио». В 2013 году, после выхода мультфильма «Эпик» Уэдж покинул студию «Blue Sky Studios» и перешёл на студию «Paramount».

## Фильмография

### Режиссёр
| Год  | Название          | Оригинальное название | Примечания                                                            |
| ---- | ----------------- | --------------------- | --------------------------------------------------------------------- |
| 1985 | Два шага          | Tuber’s Two-Step      | Короткометражный фильм                                                |
| 1987 | Воздушные шарики  | Balloon Guy           | Короткометражный фильм                                                |
| 1998 | Банни             | Bunny                 | «Оскар» за лучший анимационный короткометражный фильм Также сценарист |
| 2002 | Ледниковый период | Ice Age               | Номинация на «Оскар» за лучший анимационный фильм                     |
| 2005 | Роботы            | Robots                |                                                                       |
| 2013 | Эпик              | Epic                  |                                                                       |
| 2016 | Монстр-траки      | Monster Trucks        |                                                                       |

### Продюсер
| Год  | Название                                    | Оригинальное название          | Примечания                                     |
| ---- | ------------------------------------------- | ------------------------------ | ---------------------------------------------- |
| 1990 | Глаз разума                                 | The Mind’s Eye                 | Короткометражный фильм                         |
| 2002 | Потерянный орех                             | Gone Nutty                     | Исполнительный продюсер                        |
| 2006 | Ледниковый период 2: Глобальное потепление  | Ice Age: The Meltdown          | Исполнительный продюсер                        |
| 2006 | Не время для орехов                         | No Time for Nuts               | Исполнительный продюсер                        |
| 2008 | Хортон                                      | Horton Hears a Who!            | Исполнительный продюсер                        |
| 2008 | Сид, инструкция по выживанию                | Surviving Sid                  | Короткометражный фильм Исполнительный продюсер |
| 2009 | Ледниковый период 3: Эра динозавров         | Ice Age: Dawn of the Dinosaurs | Исполнительный продюсер                        |
| 2011 | Рио                                         | Rio                            | Исполнительный продюсер                        |
| 2012 | Ледниковый период 4: Континентальный дрейф  | Ice Age: Continental Drift     | Исполнительный продюсер                        |
| 2014 | Рио 2                                       | Rio 2                          | Исполнительный продюсер                        |
| 2015 | Мелочь пузатая                              | The Peanuts Movie              | Исполнительный продюсер                        |
| 2016 | Ледниковый период 5: Столкновение неизбежно | Ice Age: Collision Course      | Исполнительный продюсер                        |

### Актёр
| Год  | Название                                    | Оригинальное название          | Роль                   | Примечания               |
| ---- | ------------------------------------------- | ------------------------------ | ---------------------- | ------------------------ |
| 2002 | Ледниковый период                           | Ice Age                        | Скрат, Додо            |                          |
| 2002 | Потерянный орех                             | Gone Nutty                     | Скрат                  | Короткометражный фильм   |
| 2005 | Роботы                                      | Robots                         | Wonderbot, Phone Booth |                          |
| 2005 | Добыча тёти Фанни                           | Aunt Fanny’s Tour of Booty     | Hacky                  | Короткометражный фильм   |
| 2006 | Ледниковый период 2: Глобальное потепление  | Ice Age: The Meltdown          | Скрат                  |                          |
| 2006 | Не время для орехов                         | No Time for Nuts               | Скрат                  | Короткометражный фильм   |
| 2006 | Гриффины                                    | Family Guy                     | Скрат                  | Эпизод «Sibling Rivalry» |
| 2008 | Сид, инструкция по выживанию                | Surviving Sid                  | Скрат                  | Короткометражный фильм   |
| 2009 | Ледниковый период 3: Эра динозавров         | Ice Age: Dawn of the Dinosaurs | Скрат                  |                          |
| 2011 | Ледниковый период: Гигантское Рождество     | Ice Age: A Mammoth Christmas   | Скрат                  | Телевизионный спецвыпуск |
| 2012 | Ледниковый период 4: Континентальный дрейф  | Ice Age: Continental Drift     | Скрат                  |                          |
| 2016 | Ледниковый период 5: Столкновение неизбежно | Ice Age: Collision Course      | Скрат                  |                          |